# Саты (Павлодарская область)
Саты (каз. Саты) — село в Майском районе Павлодарской области Казахстана. Административный центр Сатинского сельского округа. Код КАТО — 555653100.

## Население
В 1999 году население села составляло 1002 человека (502 мужчины и 500 женщин). По данным переписи 2009 года, в селе проживали 523 человека (270 мужчин и 253 женщины).